# Iman Meskini
Iman Meskini (* 3. März 1997 in Ski) ist eine norwegische Schauspielerin. Sie wurde in der Rolle der Sana Bakkoush als Hauptfigur der vierten Staffel in der NRK-Fernsehserie Skam bekannt.
Meskini wuchs in Kolbotn auf und ist gläubige Muslimin. Ihre Mutter ist Norwegerin, ihr Vater Tunesier. In der Saison 2016/2017 spielte sie als Verteidigerin für den Høybråten Basketball Club. Meskini studiert Arabisch und Nahoststudien an der Universität Oslo. Am 25. Juni 2019 hat sie ihren Freund, den Musiker Jay Mourad, in Oslo geheiratet.

## Filmografie
- 2015–2017: Skam (Fernsehserie)
- 2018: B4
- 2021: Pørni
- 2023: Weihnachten in der Schustergasse (Den første julen i Skomakergata)

## Belege
1. 1 2  Kristin Steenfeldt-Foss, Adrian Simen Holm: Sana from «Skam» about her faith: – I felt different. Universitas.no, 31. Januar 2017, abgerufen am 14. Mai 2017 (norwegisch).
2. ↑  Iman Meskini Basketball Player Profile, Hoybraten Oslo, News, Kvinneligaen stats, Career, Games Logs, Best, Awards. In: Eurobasket.com. Abgerufen am 14. Mai 2017.
3. ↑  "Sana" er blevet gift. Abgerufen am 14. Februar 2020 (dänisch).

| Personendaten    | Personendaten              |
| ---------------- | -------------------------- |
| NAME             | Meskini, Iman              |
| KURZBESCHREIBUNG | norwegische Schauspielerin |
| GEBURTSDATUM     | 3. März 1997               |
| GEBURTSORT       | Ski                        |